# American Pie (píseň)
„American Pie“ je píseň, kterou napsal americký folkrockový zpěvák Don McLean a poprvé ji vydal v roce 1971 na stejnojmenném albu American Pie. Opakovaným motivem textu písně je „Den, kdy zemřela hudba“ (The Day the Music Died, verš předcházející každému refrénu), kdy tragicky zahynuli Buddy Holly, Ritchie Valens a The Big Bopper.  
Píseň vyšla také na singlu, ovšem pro svou extrémní délku (8,5 min) byla nahrávka rozpůlena na dvě části, z nichž každá zaplnila jednu stranu desky. Přesto se tento singl na počátku roku 1972 udržel čtyři týdny na prvním místě v americké hitparádě, jako nejdelší píseň v historii.
Píseň je básnicky zašifrovaným kritickým komentářem kulturních proměn 60. let, zejména populární hudby. Stala se jednou z nejslavnějších a nejrozebíranějších skladeb dekády (a možná celého století) a roku 2017 byla pro svůj kulturní význam vybrána pro uložení v Národním registru nahrávek Knihovny Kongresu.

## Interpretace textu
Text písně má 6 slok po 14 verších, po každé následuje refrén (který se na úplném konci zopakuje dvakrát). Je naplněn symboly a více či méně skrytými odkazy na různé osoby a události. Existuje mnoho výkladů některých frází, sám McLean přesné vysvětlení nikdy neposkytl, pouze roku 2015 zveřejnil své poznámky k původnímu rukopisu, které mnohé naznačují. Většina interpretů chápe text jako rozloučení se sny, nadějemi, optimismem a vírou „nevinných“ 50. let (Buddy Holly zemřel při letecké havárii roku 1959 a jeho smrt tak symbolicky uzavřela jednu epochu) a jako poměrně sžíravou a nekompromisní kritiku let šedesátých, jejich kontrakultury, dekadence, agresivní rockové hudby, popularity drog, hippies apod.; přitom McLean sám (narozen 1945) byl generačním současníkem mládeže 60. let. 
V textu patrně vystupují reálné osobnosti, např. "šašek ("jester"), který si oblékl kabát Jamese Deana" ("In a coat he borrowed from James Dean") bývá ztotožňován s Bobem Dylanem, který má na obalu svého nejslavnějšího alba The Freewheelin' Bob Dylan z roku 1963 skutečně podobnou bundu jako James Dean ve svých filmech. McLean patřil k těm folkařům, kteří Dylanovi neodpustili jeho přechod k elektrické kytaře, a tedy rocku. Dylan má být také "valícím se kamenem, kterého obrostl mech" ("And moss grows fat on a rolling stone"), což má poukazovat na to, že na konci 60. let jeho sláva ustoupila. Beatles jsou podle většiny interpretů "seržanti, co hrají pochodovou píseň" ("sergeants played a marching tune") – tento verš odkazuje na jejich asi nejslavnější album Sgt. Pepper's Lonely Hearts Club Band z roku 1967.  
Zdaleka nejostřejší je však kritika zřejmě Rolling Stones a zejména jejich zpěváka Micka Jaggera, který vystupuje v písni jako „Jack Flash“ (což je odkaz na píseň Rolling Stones Jumpin' Jack Flash). O něm McLean zpívá "Když jsem ho sledoval na pódiu, ruce se mi vzteky svíraly v pěst" ("Oh and as I watched him on the stage, My hands were clenched in fists of rage"). McLean naráží především na tragický incident z rockového festivalu v Altamontu v prosinci 1969, který Rolling Stones pořádali a vystupovali zde jako hlavní hvězdy, a kam jako ochranku najali motorkářský gang Hells Angels. Ten právě během vystoupení Rolling Stones ubodal osmnáctiletého studenta Mereditha Huntera, který těsně předtím tasil pistoli. Jagger se sice od mikrofonu snažil vřavu pod pódiem uklidňovat (a zřejmě nemohl vidět, co se skutečně stalo), přesto pak čelil kritice, že navzdory incidentu nepřerušil vystoupení. Podle některých McLean dokonce v písni ztotožňuje Jaggera se samotným Satanem ve verši "viděl jsem Satana, jak se potěšeně směje" ("I saw Satan laughing with delight"). Mohl být ostatně proti Stones popuzen už jen jejich hitem Sympathy for the Devil, při němž v Altamontu vypukla rvačka. 
McLeanova kritika 60. let zjevně vychází (kromě pohledu ortodoxního „folkaře“) z konzervativně-náboženského základu ("And the three men I admire most, The Father, Son, and the Holy Ghost" (...) "The church bells all were broken" (...) "Do you believe in rock and roll? Can music save your mortal soul?"). Některé verše mají dodnes mnoho výkladů – například kým je míněn "král a královna", jemuž zpívá "šašek", obvykle se sází na prezidenta Kennedyho a jeho ženu Jacqueline, Podle jiných je králem míněn Pete Seeger, legenda amerického folku, jehož Dylan svou konverzí k rocku zradil a "ukradl mu trnovou korunu" ("The jester stole his thorny crown"), podle dalších pak Elvis Presley, jehož sesadil z trůnu největší hudební hvězdy. K nejdiskutovanějším pak patří sám ústřední motiv a název "(Miss) American pie"; podle všeho jde o symbol složený z "Miss America" a jablečného koláče („American pie“), typického domácího produktu amerických hospodyněk, který je symbolem 50. let s jejich konzervativním životním stylem, zejména žen.

## Ohlas v kultuře
Píseň se stala všeobecně známým hitem a dočkala se několika desítek coververzí ve více jazycích. Zřejmě nejznámější z nich je od zpěvačky Madonny z filmu Příští správná věc (The Next Best Thing, 2000). Tato Madonnina verze poprvé vyšla na albu The Next Best Thing (Music from the Motion Picture) počátkem roku 2000.
S autorovým svolením píseň roku 1999 zparodoval Weird Al Yankovic, který ji přetextoval pod názvem The Saga Begins a převyprávěl v ní dění 1. dílu Hvězdných válek z pohledu Obi-Wan Kenobiho.

### Česká coververze
Českou coververzi písně American Pie nazpíval Pavel Bobek, s textem Michaela Žantovského nazvaným Píseň pro prázdný sál. Poprvé vyšla na LP Zkus se životu dál smát v roce 1981.

### Jiné
Název písně si vypůjčili též autoři série teenagerských komedií, v české distribuci nazvané Prci, prci, prcičky.